# DSD Steel Group
Die DSD Steel Group GmbH mit Sitz im saarländischen Saarlouis ist die Konzernmutter eines international agierenden Verbunds mittelständischer Unternehmen aus den Bereichen Stahlbau, Anlagenbau und Industrieservice.

## Geschichte
Keimzelle der heutigen DSD Steel Group ist die kurz nach Ende des Zweiten Weltkrieges durch Hans Welsch und Hubert Linster in Dillingen gegründete DSD Dillinger Stahlbau GmbH, welche sich unter anderem durch anspruchsvolle Stahlbauarbeiten wie bspw. Brückenbauten einen Namen machte. 1992 wurde der Mitbewerber Stahlbau Hilgers AG in Rheinbrohl übernommen. Ab 1997 übernahm die Ferrostaal AG die Mehrheit an DSD. In der Folge wurden weitere Unternehmen aus dem Ferrostaal-Portfolio mit DSD zusammengefasst. Die daraus entstandene heutige DSD Steel Group wurde 2004 an mittelständische Investoren veräußert.

## Geschäftsfelder
Neben dem Stahlbau (Stahlhochbau, Brückenbau, Stahlwasserbau, Kranbau) als traditionellem Geschäftsfeld seit Unternehmensgründung ist die Unternehmensgruppe heute auch im Anlagenbau und im Industrieservice (u. a. Wartungs- und Revisionsarbeiten) in verschiedenen Industriezweigen aktiv. Ein Branchenschwerpunkt ist hierbei die Stahlindustrie, historisch gewachsen durch die räumliche Nähe zu den saarländischen Stahlerzeugern Saarstahl und Dillinger Hütte.

## Tochtergesellschaften
Zur DSD Steel Group gehören neben der in Saarlouis ansässigen Konzernmutter weitere operativ tätige Unternehmen in Deutschland, Portugal, Slowenien und Spanien.